# Ueno

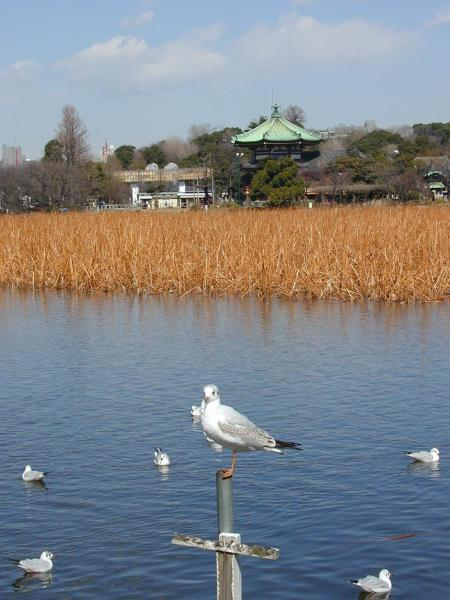
A Sinobadzu-tó és a Bentendó templom kora tavasszal

Ueno (上野) egy körzet Tokió Taitó kerületében. Leginkább az Ueno Station és az Ueno park otthonaként ismert. Ueno továbbá otthont ad Tokió legjobb kulturális épületeinek, a Tokiói Nemzeti Múzeumnak, a Japán Nemzeti Tudományos Múzeum és a Nemzeti Nyugati Művészetek Múzeum éppúgy, mint egy kiemelkedő nyilvános hangversenyteremnek. Számtalan buddhista templom található területén, beleértve a Bentendó templomot, amit  Bendzaiten istennőnek szenteltek fel, a Sinobadzu-tó egyik szigetén. Itt állt a Kaneidzsi, a Tokugava-sógunok egyik jelentős temploma. A komplexum pagodája jelenleg a Ueno Állatkert területén található.
Uenóhoz közel van a Tósógú, Tokugava Iejaszu sintó szentélye. Tőle délre található a második világháború utáni évek feketepiacából kinőtt Amejajokocsó.

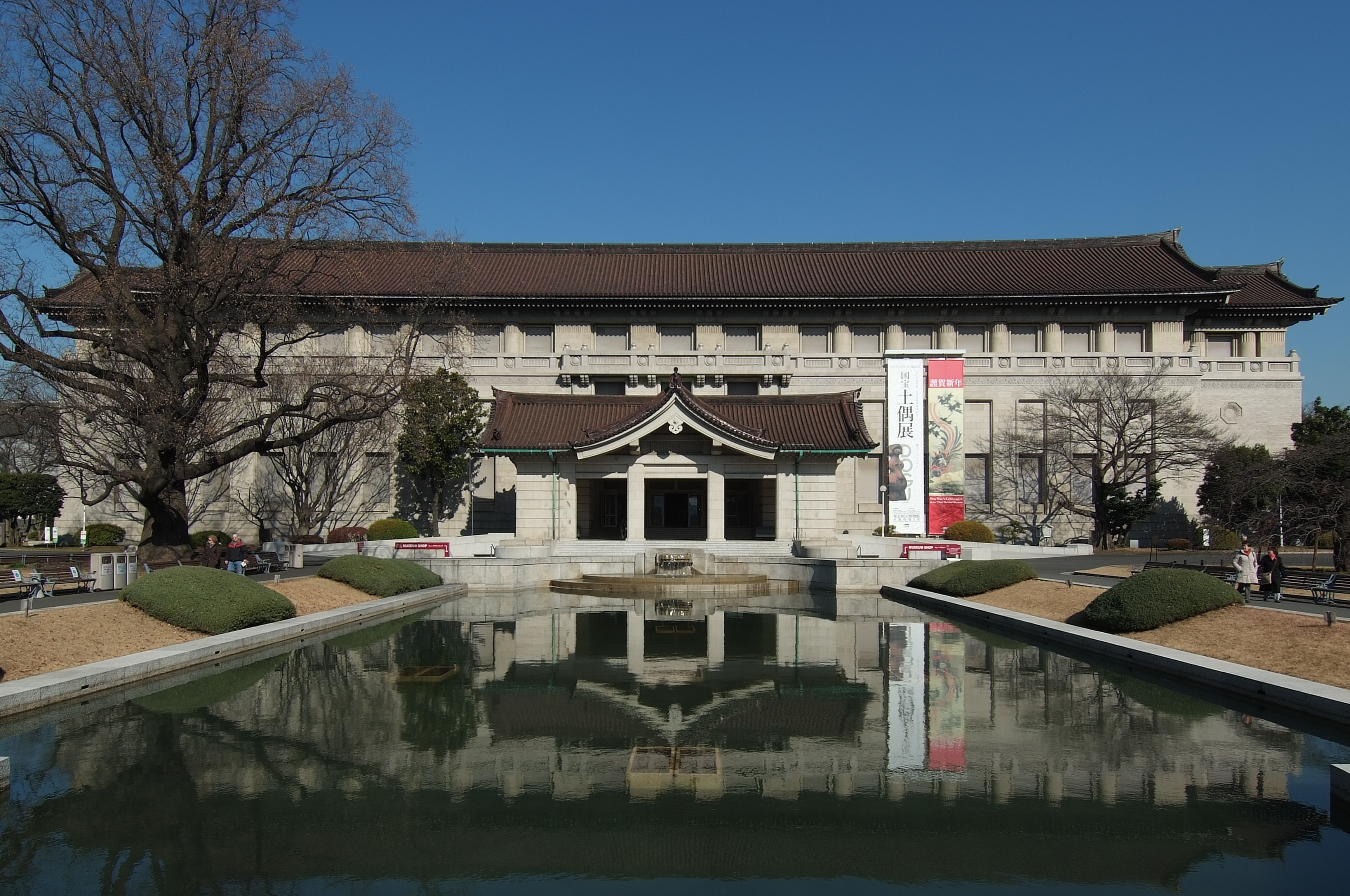
A Tokiói Nemzeti Múzeum
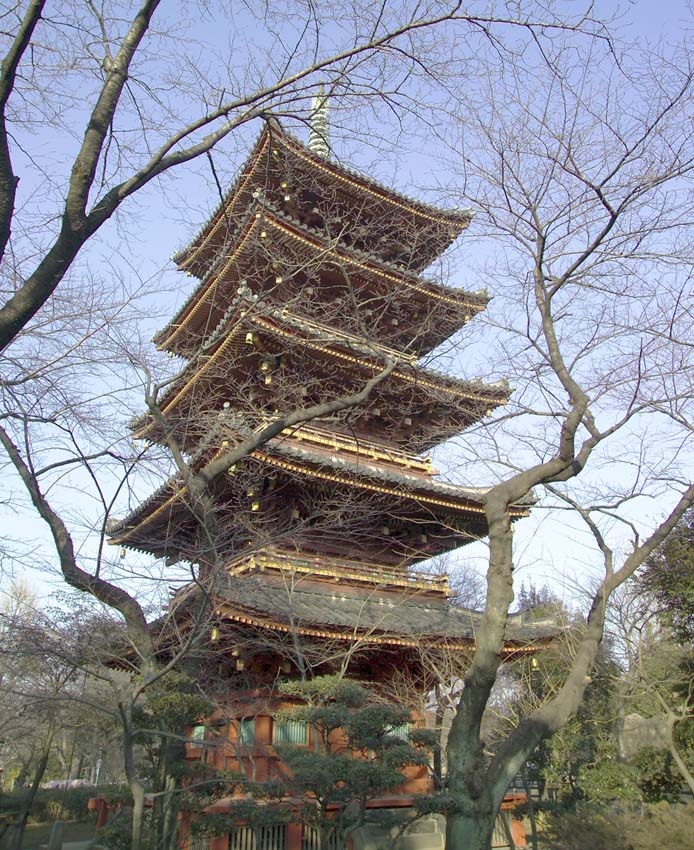
A Kaneidzsi pagodája, jelenleg az Ueno Állatkertben
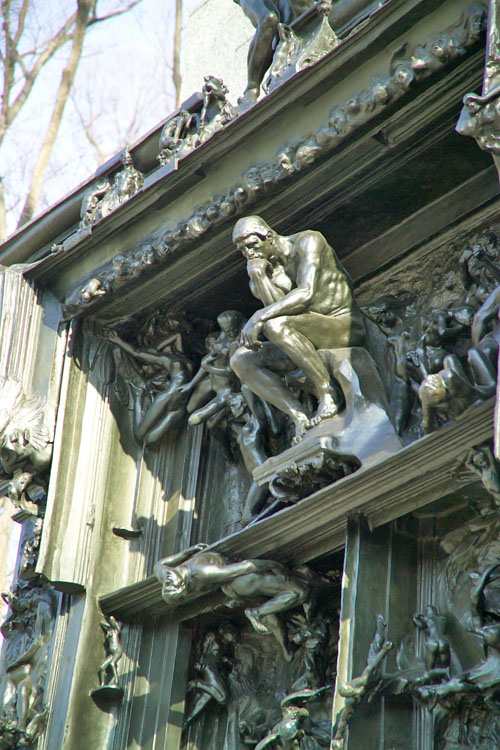
Rodin szobra, A Pokol kapuja a Nemzeti Nyugati Művészetek Múzeumnál

## Külső hivatkozások
- Nemzeti Nyugati Művészetek Múzeum (NMWA) – Tokió
- Wikivoyage: Tokió/Ueno